# Université Emanuel d'Oradea
L'université Emanuel d'Oradea (roumain : Universitatea Emanuel din Oradea) est une université privée chrétienne évangélique baptiste, située à Oradea, en Roumanie. Elle est affiliée à l’Union des églises chrétiennes baptistes en Roumanie.

## Histoire

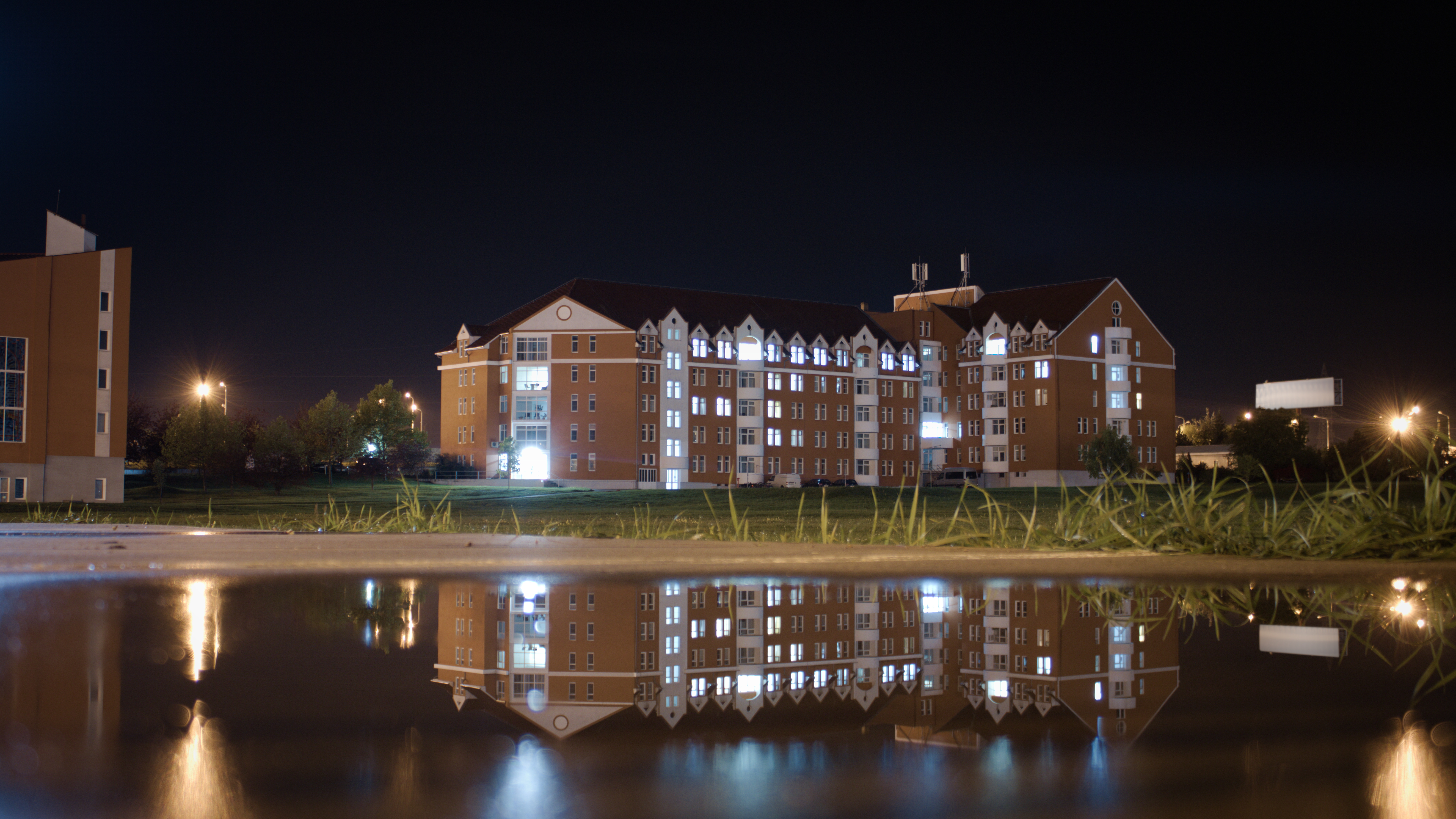
Campus.

L’université Emanuel d'Oradea est fondée en 1990 sous le nom d’Emanuel Bible Institute, par l'Église baptiste Emmanuel d'Oradea .  En 1998, elle prend le nom d’université Emanuel.  Elle est accréditée par le gouvernement roumain en 2000. Paul Negrut est le président de l'université .